# Hallo Pauker!
Hallo Pauker! ist ein Karten-Ablagespiel des Spieleautors Rudi Hoffmann. Es erschien bereits 1975 als Schützenfest bei Pelikan und wurde seit 1993 bei F.X. Schmid sowie nach deren Übernahme bei Ravensburger verlegt. Es handelt sich um ein Spiel für zwei bis vier Spieler und ist für Kinder und Jugendliche ab sieben Jahren konzipiert. Beim À-la-carte-Kartenspielpreis 1993 wurde es auf Platz 9 gewählt.

## Hintergrund und Ausstattung
In dem Spiel Hallo Pauker! versuchen die Mitspieler, möglichst alle Handkarten loszuwerden und damit möglichst viele Pauker zu „knacken“. Das Spielmaterial besteht neben der Spielanleitung aus 21 Pauker-Karten und 28 Streiche-Karten mit jeweils Werten von 1 bis 10 sowie einem Block zum Notieren der Punkte.

## Spielweise
Das Spiel kann mit zwei bis vier Spielern gespielt werden. Zu Beginn werden die beiden Kartentypen getrennt gemischt. Die Pauker-Karten werden als verdeckter Stapel auf den Tisch gelegt, die Streiche-Karten werden gleichmäßig unter den Mitspielern aufgeteilt. Danach wird die oberste Pauker-Karte aufgedeckt.
Das Spiel beginnt mit einem Startspieler und wird danach im Uhrzeigersinn gespielt. Der jeweils aktive Spieler muss eine Karte ausspielen oder scheidet aus der aktuellen Runde aus. Legt der Spieler eine Karte aus, die im Wert dem der Pauker-Karte entspricht, bekommt er die Paukerkarte als Gewinn und kann seine Karte offen ablegen. Alternativ kann er eine Karte mit einem niedrigeren Wert an den ausliegenden Pauker anlegen und der nächste Spieler kann den bereits ausgespielten Streich mitberücksichtigen und eine Karte entsprechend der Differenz der Kartenwerte spielen. Kann ein Spieler keine passende Karte legen, scheidet er aus.
Das Spiel wird gespielt, bis der letzte noch nicht ausgeschiedene keine Karte mehr spielen kann. Die zu diesem Zeitpunkt noch offenliegende Pauker-Karte bleibt liegen und alle Spieler zählen ihre Punkte. Als Pluspunkte gelten dabei alle Punkte der Pauker, die die Spieler bekommen haben, von diesen ziehen sie die Punkte der noch auf ihrer Hand befindlichen Streiche ab; dabei bekommt ein Spieler mit mehr Minus- als Pluspunkten 0 Punkte. Insgesamt werden sechs Runden gespielt und alle Werte werden notiert, Gewinner ist der Spieler mit der höchsten Punktzahl nach der letzten Runde.

## Ausgaben und Rezeption
Hallo Pauker! wurde von dem Spieleautor Rudi Hoffmann entwickelt und erschien 1975 auf Deutsch als Schützenfest bei Pelikan. 1993 und erneut 1998 erschien es unter dem bekannten Namen bei F.X. Schmid, nach deren Übernahme nochmals 1999 bei Ravensburger.
Das Spiel wurde 1993 in der ersten Auflage von F.X Schmid auf den neunten Platz des À-la-carte-Kartenspielpreises der Zeitschrift Fairplay gewählt.

## Belege
1. 1 2 3 4 5  
Offizielle Spielregeln für Hallo Pauker!, Ravensburger 1999
2. ↑  
Versionen von Hallo Pauker! in der Datenbank BoardGameGeek; abgerufen am 22. April 2023.